# جیانگ جیانکینگ
جیانگ جیانکینگ (به چینی: 姜建清) (زاده ۱۹۵۳) کارآفرین، اقتصاددان، بانکدار و مدیر ارشد اجرایی چینی است، که در حال حاضر به‌عنوان مدیر عامل اجرایی و رییس هیئت مدیره بانک صنعتی و بازرگانی چین فعالیت می‌نماید. بانک صنعتی و بازرگانی چین هم‌اکنون بزرگترین بانک جهان شناخته می‌شود.